# Julián Maidana
Julián Edgardo Maidana (Lomas de Zamora, Buenos Aires; 5 de marzo de 1972) es un exfutbolista argentino.
Se desempeñaba como defensor, surgido de las divisiones inferiores del Club Atlético All Boys, donde debutó en 1989.

## Biografía
Julián Maidana nació en 1972 en la ciudad de Lomas de Zamora. Comenzó su carrera como futbolista en el Club Atlético All Boys, donde se desempeñó como defensor, y logró su primer título en el año 1993.
Permaneció allí hasta que en 1995 fue transferido a Gimnasia y Tiro de Salta, donde se mantuvo hasta 1996. Ese mismo año su pase fue comprado por Instituto de Córdoba, para luego pasar al Club Atlético Talleres en 1998.
En Talleres obtendría el campeonato de la Primera B Nacional en 1998 logrando el ascenso a la Primera División. Posteriormente, consiguió con el cuadro cordobés la Copa Conmebol 1999, marcando el gol decisivo en el último minuto del partido de vuelta de la final.
Luego de pasar por Racing Club, en 2003 estuvo cerca de firmar con Cobreloa de Chile, pero terminó jugando esa temporada en el Livingston Football Club de Escocia, para recaer luego en Newell's Old Boys, ya en el año 2004. Para enfrentar el Torneo Apertura 2004, Newell's se había reforzado con figuras como Ariel Ortega, Rubén Capria, Justo Villar y Mário Jardel, entre otros, con el objetivo de consagrarse campeón, lo cual finalmente lograría de la mano del entrenador Américo Gallego.
En el año 2006, debido a problemas con la dirigencia del club leproso, Maidana emigraría al Gremio de Brasil, con el cual obtendría el Campeonato Gaúcho de dicho año. En 2007 volvió a Argentina, para retornar al Club Atlético Talleres en el que desempeñó hasta el primer semestre del 2008.
En julio de ese mismo año, fue contratado por O'Higgins de la Primera División de Chile, mediante un contrato de cuatro meses. A partir de mediados de 2008 pasó a formar parte del Club Atlético Central Córdoba.
Posteriormente, recaló en el Club Atlético Ascasubi de la Liga Regional Riotercerense de Fútbol, institución en la que jugó el Torneo Apertura 2010 y el Campeonato Provincial de Clubes de Primera División, organizado por la Federación Cordobesa de Fútbol, certamen en el que llegó a octavos de final.

## Clubes
| Club                | País      | Año       |
| ------------------- | --------- | --------- |
| All Boys            | Argentina | 1988-1995 |
| Gimnasia y Tiro (S) | Argentina | 1995-1996 |
| Instituto           | Argentina | 1996-1998 |
| Talleres (C)        | Argentina | 1998-2002 |
| Racing Club         | Argentina | 2002-2003 |
| Livingston          | Escocia   | 2003      |
| Talleres (C)        | Argentina | 2003-2004 |
| Newell's Old Boys   | Argentina | 2004-2005 |
| Grêmio              | Brasil    | 2005-2006 |
| Banfield            | Argentina | 2006-2007 |
| Talleres (C)        | Argentina | 2007      |
| O'Higgins           | Chile     | 2008      |
| Central Córdoba (R) | Argentina | 2008-2009 |
| General Paz Juniors | Argentina | 2010-2011 |

## Palmarés

### Campeonatos regionales
| Título            | Club   | Región             | Año  |
| ----------------- | ------ | ------------------ | ---- |
| Campeonato Gaúcho | Grêmio | Río Grande del Sur | 2006 |

### Campeonatos nacionales
| Título                  | Club              | País      | Año     |
| ----------------------- | ----------------- | --------- | ------- |
| Primera B Metropolitana | All Boys          | Argentina | 1992-93 |
| Primera División        | Newell's Old Boys | Argentina | A-2004  |

### Copas Internacionales
| Título        | Club         | Sede    | Año  |
| ------------- | ------------ | ------- | ---- |
| Copa Conmebol | Talleres (C) | Córdoba | 1999 |